# Federazione calcistica di Montserrat
La Federazione calcistica di Montserrat, ufficialmente Montserrat Football Association, fondata nel 1973, è il massimo organo amministrativo del calcio a Montserrat. Affiliata alla CONCACAF dal 1994 e alla FIFA dal 1996, essa è responsabile della gestione del campionato di calcio e della nazionale di calcio dell'isola.